# Charles Jacquemot
Charles Jacquemot, né le 9 août 1869 à Paris et mort le 5 septembre 1931 à Barcelonnette, est un général de division français, grand-croix de la Légion d'honneur et médaillé militaire.

## Biographie

### Avant-guerre
Né à Paris d’un père employé, sa famille est d’origine Lorraine, de Port-sur-Seille en Meurthe-et-Moselle. Il entre à l'école spéciale militaire de Saint-Cyr en 1890. Il se marie à l’âge de 24 ans (1893) alors qu’il est en poste au 2e régiment des tirailleurs algériens à Mascara en Algérie. 
Après de nombreuses affectations, il est nommé en 1913 chef de corps du 5e bataillon de chasseurs à pied.

### Première Guerre mondiale

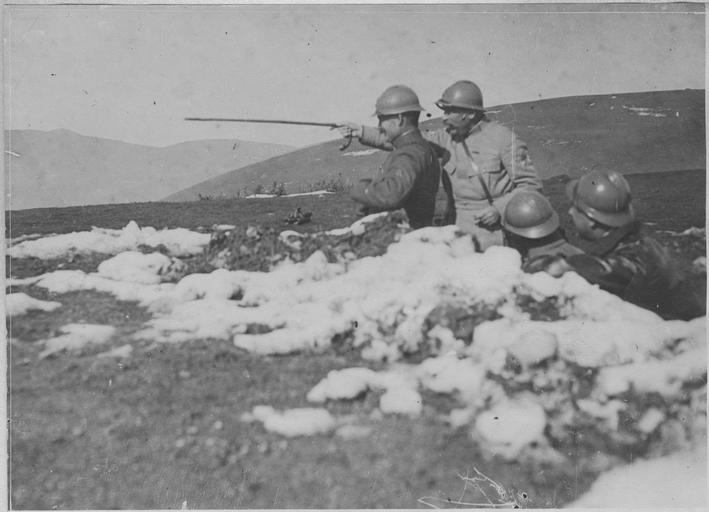
Le général Jacquemot avec ses hommes devant Monastir (aujourd'hui en Macédoine du Nord) en février 1917.

Après avoir commandé son bataillon au feu, il reçoit le commandement du 152e régiment d'infanterie le 11 novembre 1914. Le 5 octobre 1915, il est nommé chef d'état-major de l'armée d'Orient engagée dans l'expédition de Salonique.
Il commande la 57e division d'infanterie de janvier à décembre 1917, d'abord comme général de brigade à titre temporaire de février à septembre 1917 avant d'être confirmé à ce grade. En janvier 1918, il prend le commandement de la 60e DI, jusqu'en 1919.

### Après-guerre

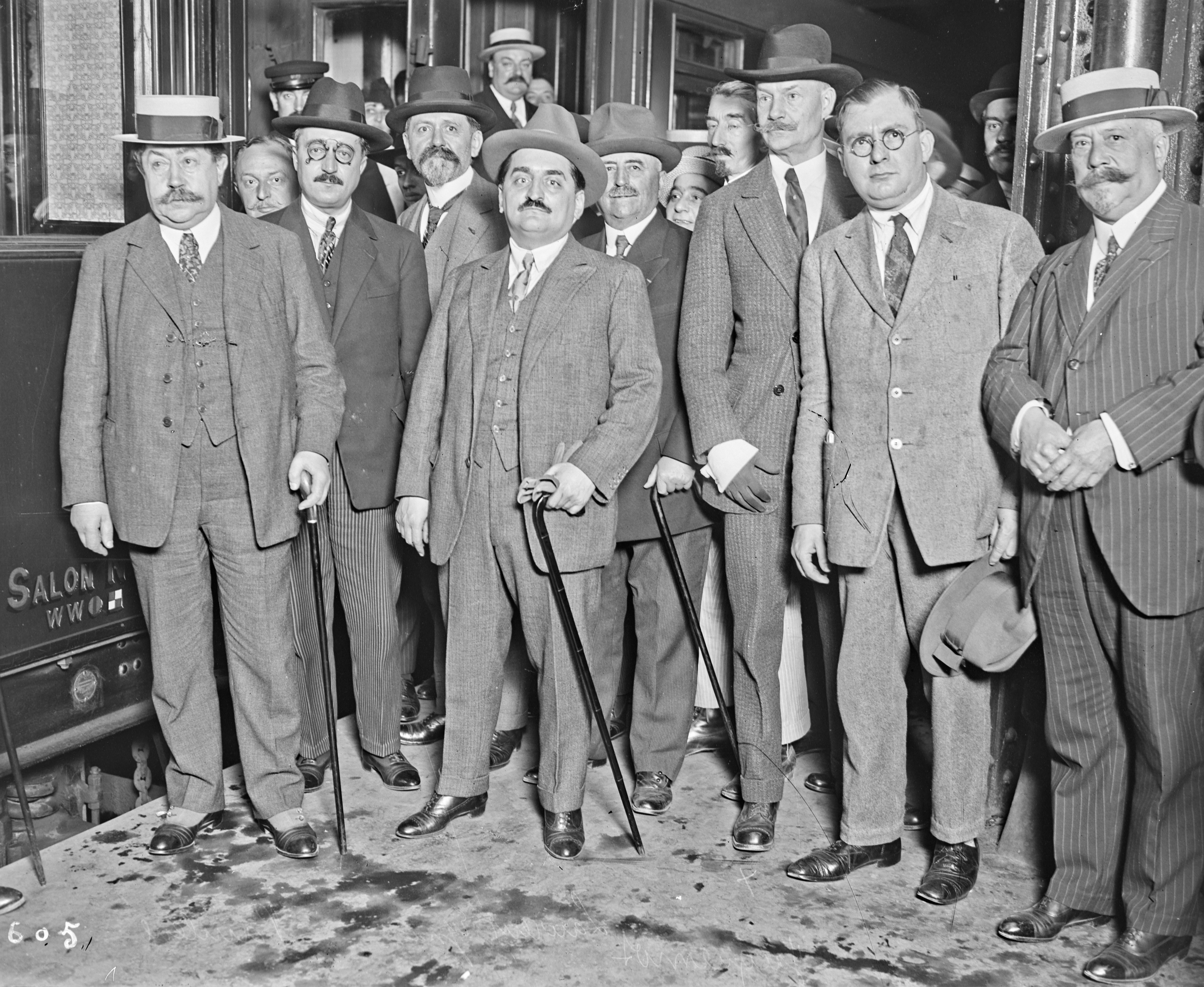
Le général Jacquemot (au centre en civil, plus grand que les autres) et les membres du cabinet du président Painlevé, présent à gauche.

Il commande ensuite la 13e DI de 1919 à 1921 puis la 77e DI jusqu'à 1925. Il est alors nommé chef du cabinet militaire du président du conseil Paul Painlevé. En 1926, il prend la tête du 4e corps d'armée. En 1928, il est nommé gouverneur militaire de Lyon jusqu'à l'année suivante. En octobre 1929, il est nommé au Conseil supérieur de la guerre.
Il est élevé à la dignité de grand-croix de la Légion d'Honneur le 31 décembre 1930.

### Décès

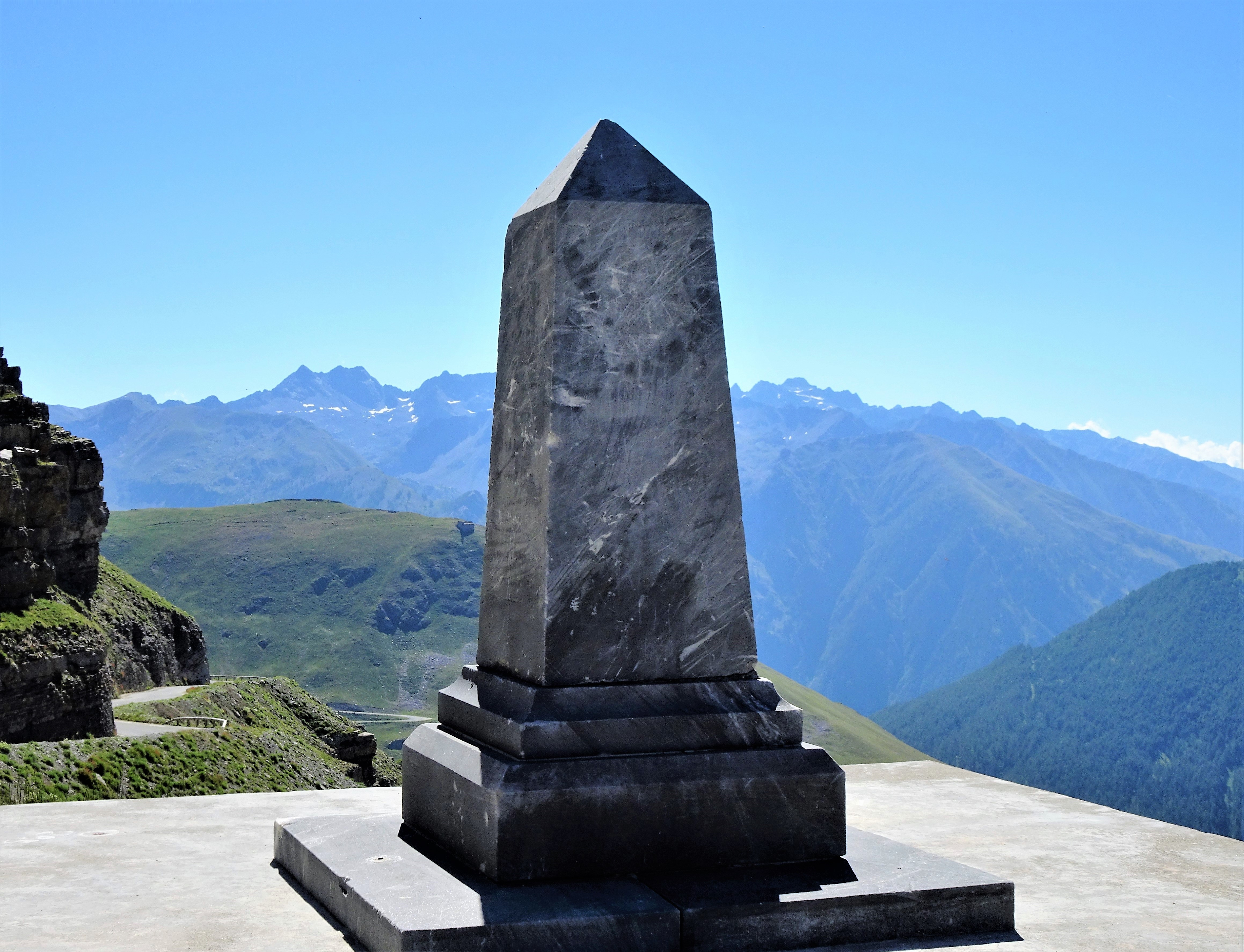
Stèle érigée en mémoire du général Jacquemot à 2266 m d'altitude, au lieu où la foudre l'a frappé.

Le 4 septembre 1931, alors qu'il assiste à des manœuvres militaires en vallée de l'Ubaye, il est frappé par la foudre. Évacué à l'hôpital de Barcelonnette, il y décède le lendemain. Ses obsèques ont lieu le 11 septembre à Angoulême, où il reçoit la médaille militaire.

## Décoration
- Médaille militaire (11 septembre 1931) (à titre posthume)
- Grand-croix de la Légion d'honneur (31 décembre 1930)
- Croix de guerre 1914–1918